# Дэниел, Джек
Джаспер Ньютон «Джек» Дэ́ниел (англ. Jasper Newton "Jack" Daniel; 5 сентября 1849, Линчберг, Теннесси — 10 октября 1911, Линчберг, Теннесси) — американский бизнесмен, производитель виски, создатель самого популярного американского бренда виски — Jack Daniel’s.

## Биография

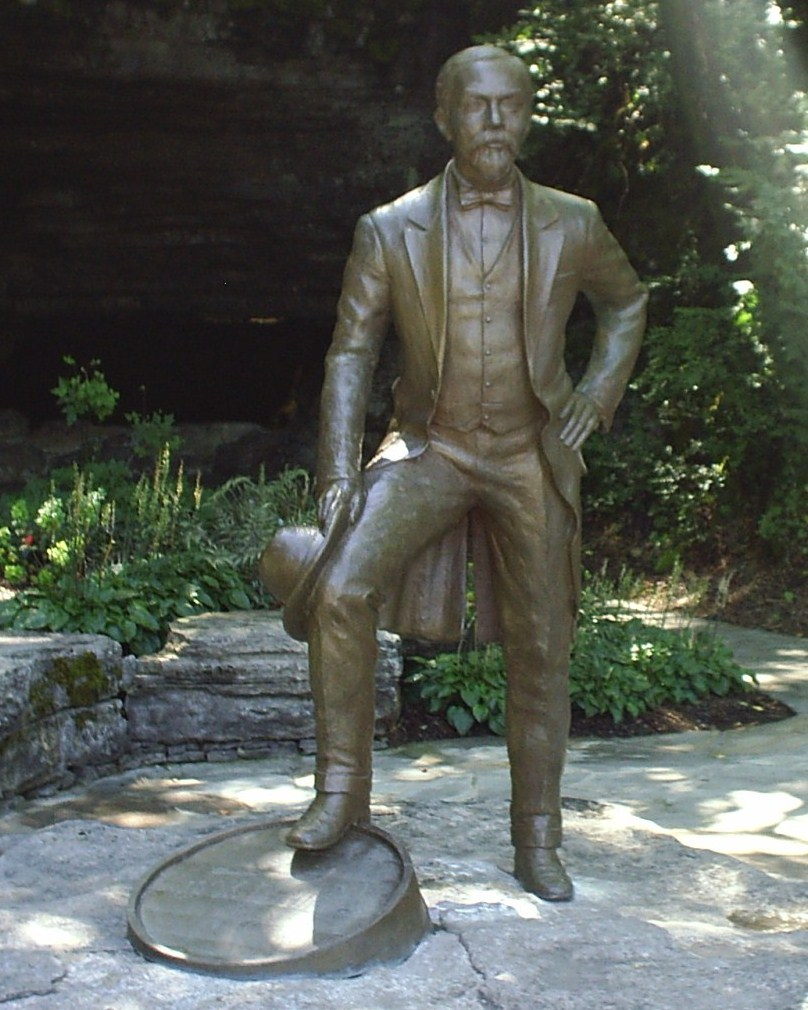
Памятник Джеку Дэниелу близ Линчберга у родника, воду из которого он использовал для производства своего виски.

Точная дата рождения Джаспера Ньютона Дэниела неизвестна: согласно одним источникам он родился 5 сентября 1850 года, согласно другим — в январе 1849 года, это связано с тем, что пожар уничтожил документы о рождении Дэниела. Также не исключено, что он родился в 1846 году. Родился он в городке Линчберг, штат Теннесси, США. Был младшим из десяти детей, отец — Колуэй Дэниел (1800—1863), мать — Люсинда Дэниел (в девичестве — Кук; 1805—1850). Бабушки и дедушки Джаспера (Джека) были эмигрантами из Уэльса, Шотландии и Ирландии. Вскоре после появления Джека на свет его мать умерла от истощения многочисленным деторождением, а его отец уже в июне 1851 года женился повторно: от нового брака с Матильдой Ванзант (1818—1876) у него появилось ещё трое детей.
Образования Джек Дэниел не получил, по вероисповеданию принадлежал к «примитивным баптистам».
Уже в семилетнем возрасте Джек начал работать: он устроился помощником-разнорабочим на винокурню. Будучи очень старательным и внимательным, Джек быстро обучился премудростям изготовления виски, и уже в 13 лет фактически стал владельцем этого небольшого предприятия. Главным изобретением его жизни стала новая технология изготовления «мягкого» виски Jack Daniel’s. Вскоре винокурня Джека Дэниела стала первым зарегистрированным ликёроводочным заводом в США (1866 или 1875 год) и ныне является самым старым ликёроводочным заводом в США, производящим виски. Также Дэниел держал в родном Линчберге два салуна: «Белый кролик» и «Рыжий пёс». Для «раскрутки» этих своих заведений он нанял 13 непрофессиональных местных музыкантов с самыми разными инструментами, которые играли с таким воодушевлением и старанием, что скоро по-настоящему прославились и стали известны за пределами штата.
Джек Дэниел никогда не был женат и у него не было детей. Тем не менее он стал опекуном для нескольких своих племянников. Один из них, Лемюэль Мотлоу (1869—1947), сын сестры Джека, Финетты (1845—1891), проявил особую сноровку к производству виски, и поэтому с 1907 года, всё чаще жалуясь на здоровье, Джек Дэниел начал постепенно передавать свои дела ему и ещё одному своему племяннику. В дальнейшем Мотлоу выкупил вторую долю и был единоличным правообладателем на производство виски Jack Daniel’s с 1911 по 1942 (во время «сухого закона» (1920—1933) продолжалось полулегальное производство знаменитого виски) и в 1946—1947 годах.

### Смерть

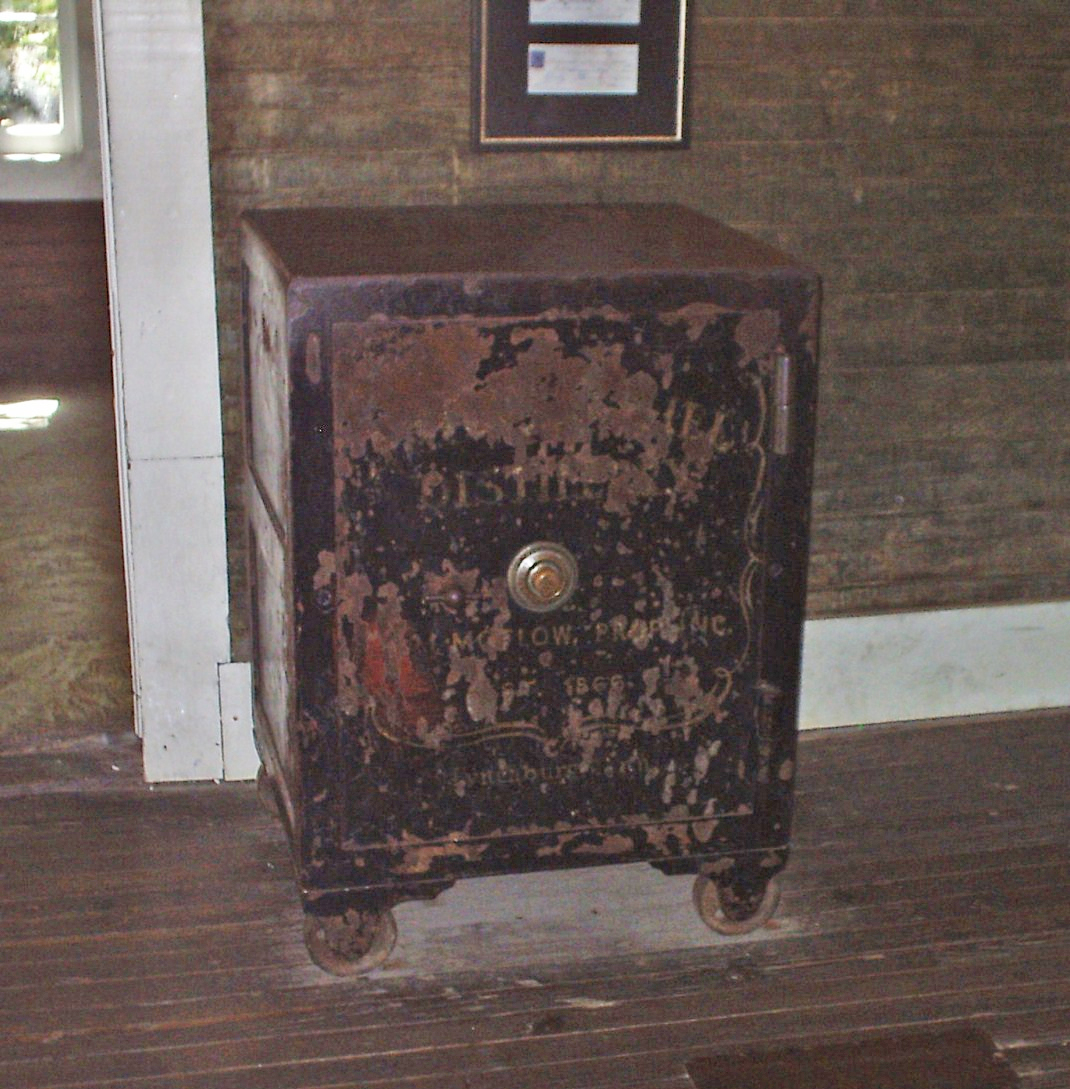
Сейф Джека Дэниела

Джек Дэниел скончался 10 октября 1911 года в Линчберге, в городе, где и родился. Причиной смерти стал сепсис. Существует версия, что однажды Джек Дэниел пришёл на работу и попытался открыть свой сейф. Поскольку на седьмом десятке лет жизни он стал страдать проблемами с памятью, то в очередной раз не смог вспомнить код, а племянника-бухгалтера, который мог бы ему помочь, на месте ещё не было. В припадке ярости он ударил ногой по сейфу и сломал себе палец на ноге. Несвоевременное медицинское вмешательство и привело к заражению крови и смерти бизнесмена. Последними его словами стала просьба о выпивке. Эта смерть была реконструирована в одном из эпизодов телесериала «1000 способов умереть». Впрочем, современные биографы Джека Дэниела заявляют, что история с сейфом — выдумка.